# Baranowo (Wielbark)
Baranowo (deutsch Baranowen, 1938 bis 1945 Neufließ) ist ein Dorf in der polnischen Woiwodschaft Ermland-Masuren. Es gehört zur Gmina Wielbark (Stadt- und Landgemeinde Willenberg) im Powiat Szczycieński (Kreis Ortelsburg).

## Geographische Lage
Baranowo liegt 1 Kilometer nördlich des Flüsschens Orschütz (polnisch Orzyc), das hier die Grenze zur Woiwodschaft Masowien bildet, die bis 1945 die deutsch-polnische Staatsgrenze war. Bis zur Kreisstadt Szczytno (deutsch Ortelsburg) sind es 29 Kilometer in nordöstlicher Richtung.

## Geschichte
Das Gründungsdatum des nach 1871 Barranowen genannten Dorfs ist nicht bekannt. 1874 kam das Dorf in den neu errichteten Amtsbezirk Groß Piwnitz, der – 1938 in „Amtsbezirk Großalbrechtsort“ umbenannt – bis 1945 bestand und zum ostpreußischen Kreis Ortelsburg gehörte. Im Jahre 1885 zählte Baranowen 383 Einwohner, 1910 waren es 355 und 1933 noch 332.
Aufgrund der Bestimmungen des Versailler Vertrags stimmte die Bevölkerung in den Volksabstimmungen in Ost- und Westpreussen am 11. Juli 1920 über die weitere staatliche Zugehörigkeit zu Ostpreußen (und damit zu Deutschland) oder den Anschluss an Polen ab. In Baranowen stimmten 227 Einwohner für den Verbleib bei Ostpreußen, auf Polen entfielen keine Stimmen.
Am 3. Juni – amtlich bestätigt am 16. Juli – 1938 wurde Baranowen aus politisch-ideologischen Gründen der Abwehr fremdländisch klingender Ortsnamen in „Neufließ“ umbenannt. Die Einwohnerzahl belief sich 1939 auf 327.
Mit dem gesamten südlichen Ostpreußen wurde Neufließ 1945 in Kriegsfolge an Polen überstellt. Das Dorf erhielt die polnische Namensform „Baranowo“ und ist heute – mit Sitz eines Schulzenamtes (polnisch Sołectwo) – eine Ortschaft im Verbund der Stadt- und Landgemeinde Wielbark (Willenberg) im Powiat Szczycieński (Kreis Ortelsburg), bis 1998 der Woiwodschaft Olsztyn, seither der Woiwodschaft Ermland-Masuren zugehörig. Die Zahl der Einwohner belief sich 2011 auf 197.

## Kirche
Bis 1945 war Baranowen resp. Neufließ kirchlich nach Flammberg (bis 1904 Opalenietz, polnisch Opaleniec) orientiert: zur dortigen evangelischen Kirche in der Kirchenprovinz Ostpreußen der Kirche der Altpreußischen Union sowie zur römisch-katholischen St.-Joseph-Kirche im damaligen Bistum Ermland. Heute sind die Katholiken in Baranowo wieder der Pfarrgemeinde im nun Opaleniec genannten Dorf zugehörig, das jetzt im Erzbistum Ermland liegt. Die evangelischen Einwohner gehören mangels ihrer früheren Kirche in Opaleniec jetzt zur Pfarrei in Szczytno in der Diözese Masuren der Evangelisch-Augsburgischen Kirche in Polen.

## Schule
Die in der Regierungszeit Friedrich Wilhelms I. gegründete Dorfschule erhielt 1930 einen Neubau.

## Verkehr
Baranowo liegt an einer Nebenstraße, die die Woiwodschaftsstraße 604 bei Przeździęk Wielki (Groß Przesdzienk, 1900 bis 1945 Groß Dankheim) mit der Landesstraße 57 (einstige deutsche Reichsstraße 128) bei Opaleniec verbindet. Vom Nachbarort Wyżegi (Wyseggen, 1938 bis 1945 Grünlanden) führt außerdem eine Straßenverbindung in das Dorf. Eine Anbindung an den Bahnverkehr existiert nicht.